# Fußball-Verbandspokal 2013/14 (Frauen)
Über den Fußball-Verbandspokal 2013/14 werden die Teilnehmer der 21 Landesverbände des DFB am DFB-Pokals der Frauen 2014/15 ermittelt. Die Sieger der Verbandspokale waren zur Teilnahme an der ersten Runde des DFB-Pokals berechtigt. Zweite Mannschaften dürfen nicht am DFB-Pokal teilnehmen. Sollte ein Aufsteiger in die 2. Bundesliga den Verbandspokal gewinnen rückt der unterlegene Finalist nach.

## Endspielergebnisse
Die Tabelle gibt eine Übersicht über die Verbandspokal-Endspiele der Saison 2013/14. Die Mannschaft, die sich für den DFB-Pokal qualifiziert hatte, ist fett dargestellt. Die Abkürzungen hinter den Vereinsnamen stehen für die Spielklassenzuordnung der gleichen Saison: RL = Regionalliga; OL = Oberliga; VL = Verbandsliga; LL = Landesliga. Die folgende Zahl gibt die Ligenebene an. Bei der drittklassigen Regionalliga wird darauf verzichtet.
| Verbandspokal-Endspiele der Saison 2013/14 |                           |                                |                                     |                  |
| Verband | Ort                       | Heimmannschaft                 | Gastmannschaft                      | Ergebnis         |
| Baden bfv-Verbandspokal | Karlsruhe                 | ASV Hagsfeld (OL / 4)          | Karlsruher SC (OL / 4)              | 4:1              |
| Bayern BFV-Verbandspokal | Forstern                  | FC Forstern (LL / 5)           | 1. FC Nürnberg (RL)                 | 0:5              |
| Berlin BFV-Pokal | Berlin                    | SV Blau Weiss Berlin (VL / 4)  | 1. FC Union Berlin (RL)             | 1:4              |
| Brandenburg Verbandspokal | Falkensee                 | Rot-Weiß Flatow (LL / 4)       | Blau-Weiß Beelitz (LL / 4)          | 0:3              |
| Bremen Lotto-Pokal | Bremen                    | ATS Buntentor (VL / 4)         | TuS Schwachhausen (LL / 5)          | 3:0              |
| Hamburg ODDSET-Pokal | Hamburg                   | TSV DUWO 08 (VL / 4)           | Hamburger SV (RL)                   | 0:4              |
| Hessen Hessenpokal | Weiterstadt               | TSV Jahn Calden (RL)           | Eintracht Frankfurt (RL)            | 3:1              |
| Mecklenburg-Vorpommern Polytan-Cup | Teterow                   | FSV 02 Schwerin (VL / 4)       | 1. FC Neubrandenburg 04 (RL)        | 4:3 n. V.        |
| Mittelrhein FVM-Pokal | Weilerswist               | Alemannia Aachen (RL)          | 1. FFC Bergisch Gladbach (LL / 5) 1 | 3:0              |
| Niederrhein ARAG-Niederrheinpokal | Mülheim                   | TB Heißen (VL / 4)             | GSV Moers (RL)                      | 0:3              |
| Niedersachsen NFV-Pokal | Barsinghausen             | SV Ahlerstedt/Ottendorf (RL)   | SV Union Meppen (OL / 4)            | 1:2              |
| Rheinland Rheinlandpokal | Straßenhaus               | SG 99 Andernach (VL / 4)       | 1. FFC Montabaur (RL)               | 0:1 n. V.        |
| Saarland Saarlandpokal | Elm                       | FSV Viktoria Jägersburg (RL)   | 1. FC Riegelsberg (VL / 4)          | 1:4              |
| Sachsen Sachsenpokal | Dürrröhrsdorf-Dittersbach | 1. FFC Fortuna Dresden II (LL) | FC Erzgebirge Aue (RL)              | 0:3              |
| Sachsen-Anhalt Polytan FSA-Pokal | Lutherstadt Eisleben      | Rot-Schwarz Edlau (LL / 4)     | Hallescher FC (RL)                  | 1:7              |
| Schleswig-Holstein SHFV-Lotto-Pokal | Kiel                      | Holstein Kiel (RL)             | SV Henstedt-Ulzburg (VL / 4) 2      | 1:0              |
| Südbaden SBFV-Pokal | Donaueschingen            | Hegauer FV (RL)                | PSV Freiburg (OL / 4)               | 2:1              |
| Südwest Südwestpokal | Langenlonsheim            | TSV Schott Mainz (RL)          | FC Marnheim (RL)                    | 6:1              |
| Thüringen Thüringenpokal | Weimar                    | Weimarer FFC (VL / 4)          | 1. FFV Erfurt (RL)                  | 2:5 n. V.        |
| Westfalen Westfalenpokal | Rheine                    | Germania Hauenhorst (VL / 4)   | Waldesrand Linden (LL / 5)          | 6:0              |
| Württemberg wfv-Pokal | Kernen                    | SpVgg Rommelshausen (VL / 5)   | VfL Sindelfingen II                 | 3:0 gew. 3 (0:2) |
| 1 Alemannia Aachen ist bereits als Aufsteiger in die 2. Bundesliga qualifiziert. 2 Holstein Kiel ist bereits als Aufsteiger in die 2. Bundesliga qualifiziert. 3 Das Spiel wurde mit 3:0 für Rommelshausen gewertet. Sindelfingen setzte Simone Holder ein, die am Tag vor dem Endspiel in der Bundesliga eingesetzt wurde und daher nicht spielberechtigt war. |                           |                                |                                     |                  |